# Kulolo

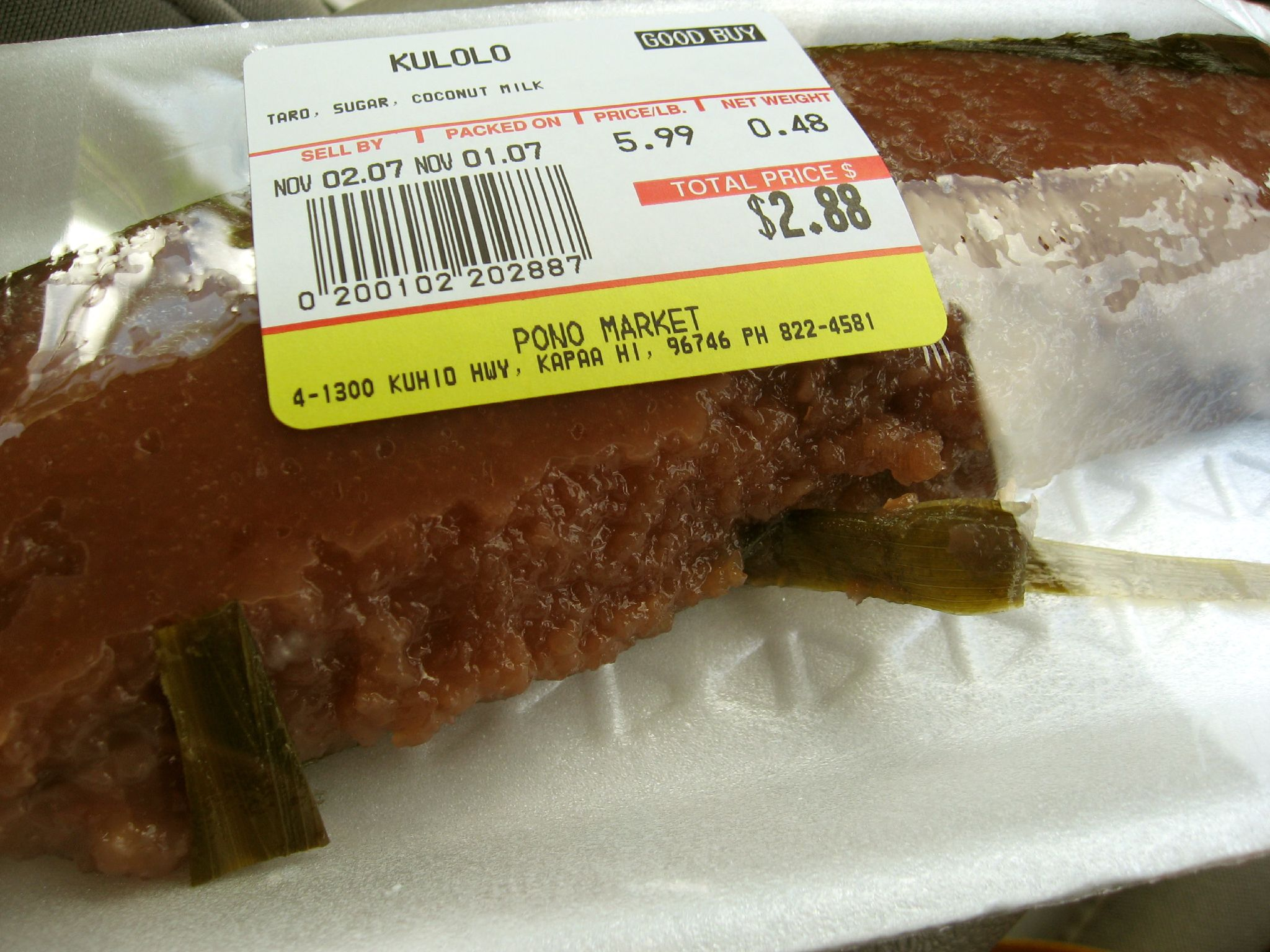
Kulolo.

El kulolo es un postre hawaiano hecho principalmente con bulbos de taro machacados y bien carne de coco rallada o leche de coco. Se considera un budín, teniendo una consistencia sólida, como el dulce de azúcar, y sirviéndose a menudo cortado en cuadrados. Su consistencia también se describe como masticable y grumosa, parecida a la de la tapioca, y sabe un poco a caramelo.
Las recetas tradicionales de kulolo piden envolver la mezcla en hojas de ti y hornearla en un imu (horno de pozo) unas 6 a 8 horas. Las recetas modernas indican que se ponga mezcla en una bandeja de horno, se cubra con papel de aluminio y se hornee en un horno tradicional de 1 a 2 horas.